# Medaglia Nesterov
La medaglia Nesterov è un premio statale della Federazione Russa dedicato al pioniere dell'aviazione Pëtr Nikolaevič Nesterov.

## Storia
La medaglia è stata istituita il 2 marzo 1994 ed è stata assegnata per la prima volta nel 1995.

## Assegnazione
La medaglia è assegnata ai soldati dell'Aeronautica Militare, alle altre truppe aeree e alle truppe del Ministero degli affari interni della Federazione Russa, a equipaggi dell'aviazione civile e dell'industria aeronautica per il coraggio personale mostrato nella difesa degli interessi della Patria, durante l'esercizio delle funzioni di combattimento, ad esercitazioni e manovre, per ottime prestazioni in formazione di combattimento e nel mantenimento della disponibilità di attività aeree, per meriti speciali nella gestione dello sviluppo, e della manutenzione di aeromobili, per l'eccellenza professionale in capacità di volo, per prestazioni eccellenti nell'allenamento al combattimento e all'addestramento al combattimento aereo.

## Insegne
- La medaglia è d'argento. Sul dritto vi è il busto rivolto in avanti di Pyotr Nesterov in uniforme militare con sotto due rami di alloro. Sopra la sua testa, la scritta in rilievo "PETR NESTEROV" (Russo: «ПЕТР НЕСТЕРОВ»). Sul retro, nella metà superiore, una tripla corona, l'aquila a due teste con le ali che si diramano stringente tra gli artigli un propulsore attraversato da una spada sotto una granata fiammeggiante. Nella metà inferiore, la lettera "N" con una linea orizzontale riservati per l'assegnazione del numero di serie.
- Il nastro è celeste con bordi gialli.